# Diacyclops mirnyi
Diacyclops mirnyi – gatunek widłonoga z rodziny Cyclopidae. Opisali go w 1957 roku radzieccy zoolodzy Jewgienij Władimirowicz Borucki i Michaił Jewgieniejewicz Winogradow, nadając mu nazwę Acanthocyclops mirnyi. 